# Dutje

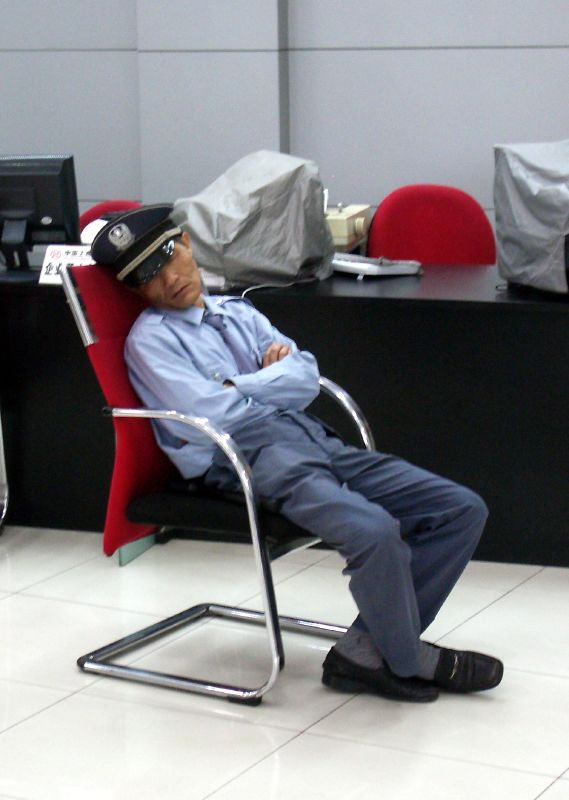
Een man die een dutje doet.

Een dut(je) of een tuk(je) is een korte periode van slaap, meestal tijdens het daglicht. De slaap wordt onderbroken voor men in de diepe slaap belandt. Vooral senioren en jonge kinderen slapen overdag. In landen met hetere klimaten is het niet ongewoon dat er na het middagmaal gedut wordt (siësta), voor men weer begint te werken.

## Voordelen
Sara Mednick voerde een studie uit waarin ze experimenteerde met de effecten van dutjes, cafeïne en een placebo. Haar resultaten toonden aan dat een dutje van 60-90 minuten effectiever is dan cafeïne voor het geheugen en cognitieve functies.

### Alertheid
Een dutje kan helpen bij het verbeteren van de alertheid en de concentratie, waardoor men productiever kan zijn en minder fouten maakt. Het circadiaanse ritme speelt een rol bij de stijgende vraag naar dutjes overdag: de slaperigheid neemt halverwege de middag toe, zodat de beste timing voor dutjes aan het begin van de middag is. Dutjes van 20-30 minuten worden aanbevolen voor volwassenen, terwijl jonge kinderen en ouderen langere dutjes nodig hebben.

### Leren
Onderzoek suggereert dat kortere, gebruikelijke dutjes na de les de meeste voordelen bieden voor het leren. Slapen verbetert de alertheid bij jonge volwassenen en pubers tijdens de middag prestaties.